# Поремећај функције гласа
Поремећај функције гласа који могу бити урођени или стечени спадају у групу фонетских аномалија које онемогућавају особи да буде успешна у општењу са околином. Поремећај функције гласа може варирати од благе дисфоније до потпуне афоније или губитка гласа.
Поремећај  гласа  настају  када  је нарушен један  или  више  аспеката  гласа,  на  пример  гласноћа,  висина,  квалитета  или  резонанција  одступа  од  норме  за  узраст или  пол  говорника. Сам поремећај резултује услијед  неправлностима у  структура  или  функције  вокалног  тракта  односно  због нарушене функције  у  процесима  респирације,  фонације  или  резонанције.    
У процесу лечења и рехабилитације поремећај функције гласа важну улогу игра мотивација, јер и поред труда  медицинске и других струка исправка постојећих грешке је промена у гласовном понашању. Нико други то не може учинити осом пацијента који мора бити мотивисан и мора веровати стручњаку. Бесмислено је водити  вокалну терапију са неким ако он не верује у то од почетка, или чак нема жељу да нормализује функцију гласа.   

## Опште информације
Функција гласа је стварање различитих звукова — звукова датог језика, који настају кретањем ваздуха који пролазећи кроз гркљан. У његово формирању и производњи директно или индиректно учествују следећи органи и системи:
- плућа,
- гркљан,
- ждрело,
- усна шупљина,
- носна шупљина.

Материјалну страну гласа чине квалитет гласа и његов тоналитет: висина гласа, јачина гласа, боја гласа, звучност гласа, трајање гласа. 
Свака  негативна  промена  у квалитету  гласа  назива  се  дисфонијом. Симптоми  поремећеног  односно дисфоничног гласа су промуклост, храпавост, шумност, слабост, диплофонија и промене у висини,  интензитету  и  квалитети  гласа.  Појмови  промуклост  и  дисфонија  често  се  наводе  као синоними, међутим промуклост је симптом док је дисфонија дијагноза.   

## Узроци поремећаја гласа
Ограничења у гласовној функцији који се заснивају  на органским и функционалним девијацијама: анатомским неправилностима у развоју говорних органа, структурним оштећењима, неуролошко-сензорним и моторичким, могу се сврстати у три основна облика поремећаја:

### Органски поремећаји гласа
Органски поремећаји гласа узроковани су чиниоцима приказаним у доњој табели:
| Поремећај                                          | Карактеристике |
| -------------------------------------------------- | --- |
| Урођене аномалије гркљана                          | |
| Запаљенски процеси                                 | |
| Алергијске болести                                 | Све су учесталије и распрострањеније последњих деценија, због раста броја фактора који изазивају ове болести. Алергијске промене изазивају поремећај фонационих органа, смањујући њихове фонационе способност, у целини или изоловано. Ако се процес одвија на нивоу активатора, поремечена је функција дисања, што између осталог угрожавају оптималне аеродинамичке услове фонације. Промене на генератору гласа узроковане алергијама најчешће се манифестују променама на слузокожи, која постаје едематозна, што резултује поремећајем нормалне импедансе и резонанције. Када превладају алергијске промене резонатора, долази до већег или мањег поремећаја његових резонантних могућности. |
| Поремећаји нервног система                         | Било да су узроковани поремећајима централног и/или периферног нервног система. Код неуролошких и психијатријских пацијената, промене у гласу се могу манифестовати у виду поремећаја висине, регистра, ритма и интензитета глас, промуклост, монотон глас итд. Поремећаји глас у оштећењу централног нервног система могу бити пратећи, доминантни или рани симптоми неке болести. Рехабилитација гласа код таквих пацијената је по правилу дуготрајан и обично се састоји у смањењу хиперкинезије органа за фонацију, успостављање правилног ритма дисања, као и темпа и мелодије гласа. |
| Повреде фонаторног апарата                         | Веома често тежина повреде гркљана није реципрочна оштећењу гласа, јер оштећење гласа, пре свега зависи од тога који су делови гркљана оштећени. Клиничка слика повреда гркљана је врло разнолика па је, сходно томе, и третман гласа различит. Битно је да пацијенти код којих је могуће спроводити вокалну терапију почну што пре са терапијом да не би дошло до формирања погрешних аутоматизама. |
| Тумори, хируршке интервенције и хроничне иритације | |
| Хормонски узроци или ендокрини поремећаји фонације | У ове поремећаје спадају мутација, менструална дисфонија, климактеријска дисфонија, хормонски контрацептиви, болести хипофизе (акромегалија), болести штитне жлезде (хипофункција и хиперфункција), поремећаји функције паратироидне жлезде (тетанија), поремећаји функције надбубрежне жлезде (М. Адисон), интерсексуалност. |

### Функционални поремећаја гласа
Функционални поремећаји гласа могу бити узроковани следечим факторима приказаним на доњој табели:
| Поремећај   | Карактеристике |
| ----------- | --- |
| Фононеуроза | Поремећаји гласа који настају на психосоматској основи, Јављају се код људи изложених стресу који резултује психодинамичким конфликтом, оодносно када акутни или хронични стре пацијента превазиђу способности пацијента да задржи психолошку стабилност. У фононеурозе спадају: - пихогена афонија - психогена дисфонија - психогена суперпозиција, - лажна мутација.                                                   |
| фонопоноза  | Поремећаји гласа узроковани неадекватном употребом гласовног апарата - ово укључује: - хиперкинетичку и хипокинетичку дисфонију, - израслине на гласним жицама, - полипе гласних жица - едем гласних жица. - погрешну инпостација гласа. Фонопонозе према етиологији могу бити: - примарне (примерни поремећај аутоматизма фонације) - секундарне (које настају као последица органског оштећења гласа или фононеуроза). |

### Социјално – професионални поремећаја гласа
Социјално – професионалне узроци везани за специфичност професије којом се одређено лице бави и средине у којој се налази (нпр. ако човек ради у окружењу где удише хемијска испарења, или борави у задимљеним просторијама).
Комплементарни односи између ових органских, функционалних и психогених утицаја обезбеђују да ће на многе поремећаје гласа утицати истовремено више од једног етиолошког фактора: (Стемпле ет ал., 2014; Вердолини ет ал., 2006). 
На пример, нодули гласних набора могу бити последица злоупотребе гласа у понашању (функционална етиологија). Међутим, злоупотреба гласа доводи до поновљене трауме гласних набора, што онда може довести до структурних (органских) промена у ткиву гласница.

## Основни поремећаји гласа
У основне поремећаје глас спадају:
- дисфонија или промуклост —  свако одступање од нормале висине, интензитета и квалитета гласа у виду хипокинетичке дисфоније — губитка гласноће, монотонија, шум (нпр  код Паркинсонова болест) или хиперкинетичка дисфонија — промукао, груб, оштар, гласа.

- тремор гласа — на пример, код церебралне парализе, моторне афазије, муцања;

- хипоназалност, хиперназалност

- снижен глас —  мале варијације у јачини и висини гласа.